# Chemistry (альбом Келли Кларксон)
Chemistry (с англ. — «Химия») — десятый студийный альбом американской певицы Келли Кларксон, вышедший 23 июня 2023 года на лейбле Atlantic Records. Альбом спродюсирован давними соратниками Кларксон, Джейсоном Халбертом и Джесси Шаткином, а также новичками Эриком Серной и Рэйчел Оршер. В альбоме использованы совместные работы со Стивом Мартином иSheila E. В написании песен принимали участие соратник Кларксон из шоу «Голос» Ник Джонас, и канадская певица Карли Рей Джепсен. Для продвижения альбома были выпущены синглы с двойной стороной «Mine» / «Me» и «Favorite Kind of High».
По словам Кларксон, Chemistry иллюстрирует «дугу всех отношений», показывая каждую эмоцию, которую вы испытываете от начала до конца. Альбом будет поддерживать предстоящие первые в истории концерты Кларксон в Лас-Вегасе, Chemistry: An Intimate Evening with Kelly Clarkson. Они продлятся всего десять ночей с 28 июля по 19 августа 2023 года.

## История
В интервью Variety' в сентябре 2022 года Кларксон рассказала об альбоме. Она сказала, что работала над ним два года; он был важным, и многие песни были записаны двумя годами ранее (2020). Когда произошёл развод, ей нужно было написать об этом. Она сказала своему лейблу: «Я не могу говорить об этом, пока не пройду через это», и на это ушло некоторое время. Это одна из причин, почему мы сделали много рождественских вещей в последние два года — потому что я такая: «Ну, это же счастье!». Описывая альбом, она говорит: «И не все так плохо — в нём есть и душевная боль, и грусть».
В январе 2023 года во время прямого эфира Instagram она упомянула, что только что сделала фотосессию альбома с Брайаном Боуэном Смитом. Во время выступления на подкасте Энджи Мартинес Angie Martinez IRL Кларксон упомянула, что одна из песен альбома называется «Red Flag Collector».
Кларксон записала большую часть альбома в 2020 году.

## Продвижение
24 апреля 2023 года, певица исполнила песни из альбома в Belasco Theatre, в Лос-Анджелесе. 22 июня, она дала интервью американскому шоу «Сегодня», касательно её нового альбома. В рамках рекламной кампании, певица организовала концертную резиденцию в Лас-Вегасе, под названием Chemistry: An Intimate Evening with Kelly Clarkson. Первое шоу прошло 28 июля, а финал запланирован на 19 августа.
17 августа, певица анонсировала выход делюксового издания альбома 22 сентября этого же года. В новое издание войдут 5 новых композиций, ремиксы на синглы «Me» и «Favorite Kind of High», а также запись исполнения песни «Mine» с выступления в Belasco. В этот же день, певица даст специальное выступление на шоу «Сегодня».

### Синглы
14 апреля 2023 года состоялась премьера двойного сингла, включающего в себя песни «Me» и «Mine». По словам певицы, она выпустила две песни в качестве лид-сингла, поскольку, по её мнению, ей было трудно выбрать только одну, которая станет презентовать весь альбом. Второй сингл, «Favorite Kind of High», написанный в соавторстве с канадской певицей Карли Рей Джепсен, был выпущен 19 мая. 24 мая был представлен танцевальный ремикс на песню, созданный французским диджеем Дэвидом Геттой.
«I Hate Love», написанный в соавторстве с Ником Джонасом и записанный при участии Стива Мартина, и «Red Flag Collector» были выпущены 2 и 9 июня соответственно, в качестве промосинглов. За два дня до выхода альбома, 21 июня, композиция «Lighthouse» была выпущена в качестве третьего промосингла.

## Отзывы
| Совокупная оценка    | Совокупная оценка |
| Источник             | Оценка            |
| -------------------- | ----------------- |
| Metacritic           | 70/100            |
| Оценки критиков      |                   |
| Источник             | Оценка            |
| Rolling Stone        | [ 19 ]            |
| Slant Magazine       | [ 20 ]            |
| MusicOMH             | [ 21 ]            |
| i                    | [ 22 ]            |
| The Line of Best Fit | 7/10              |
| Metro                | [ 24 ]            |
| PopMatters           | 7/10              |

На агрегаторе рецензий Metacritic Chemistry получила 70 балла из 100, что означает «в целом благоприятные отзывы».
Перед выходом альбома Сэл Чинквемани из Slant Magazine дал альбому три с половиной звезды. Он написал: «По большей части, однако, Chemistry опирается на привычную смесь элементов двух предыдущих альбомов Кларксон — поп-центричного Piece by Piece и классического соул-вдохновленного Meaning of Life. Представляя собой слабо структурированный цикл песен, альбом отражает этапы переживаний Кларксон после расставания с мужем, талантливым Брэндоном Блэкстоком, используя жанр как отражение её эмоционального состояния». Илана Каплан из Rolling Stones отметила, что «хотя альбом изобилует кинематографическими припевами, сопровождаемыми большими гитарными рифами, большая часть записи держится на эмоциональном вокале Кларксон и душераздирающей лирике, превращая Chemistry в её самый уязвимый проект со времён My December». Люси Норрис из Metro отметил: «Chemistry создавалась три года и в конечном итоге разорвала её разрыв, в то же время позволяя слушателям физически почувствовать, как она снова собирает себя воедино в самом триумфальном исследовании любви, которое мы когда-либо слышали от чемпионки „American Idol“ 2002 года», давая ей оценку в четыре звезды.
В рецензии на MusicOMH Джон Мёрфи поставил альбому четыре звезды и сказал: «Возможно, он не сравнится с Rumours или Blood On The Tracks, но, учитывая вложенные в него эмоции и сердце, Chemistry — более чем достойный альбом о расставании». Кейт Соломон из i написал: «Chemistry пульсирует грустью даже в самые радостные моменты. Кларксон всегда была мастером душераздирающих пауэр-баллад, но этот альбом кажется более сдержанным, чем её подростковые плачи. Она более сдержанна, более зрелая и более конфликтная. Не хватает какого-то выдающегося момента, от которого действительно простреливает позвоночник: не хватает химии».
В менее восторженной рецензии Линдси Золадз из The New York Times написала, что альбом «в конечном итоге кажется упущенной возможностью для большей глубины и смелости», потому что «Кларксон заканчивает с аранжировками, которые не дотягивают до силы и грубости эмоций, которые их подпитывают». Золадз пишет: «Ожидания Chemistry были высоки в отношении катарсиса выжженной земли от женщины, которая выпустила песню-чувство расставания тысячелетия „Since U Been Gone“».

## Коммерческий успех
Chemistry дебютировал на 6 месте в Billboard 200 получив 53000 эквивалентных альбомных единиц, из которых 9000 единиц SEA приходится на 11,25 миллионов официальных потоков по требованию и 43000 продаж альбомов, что делает его самым продаваемым физическим альбомом недели, или 4-м лидером Кларксон в чарте Billboard Top Album Sales, после Piece by Piece (2015), All I Ever Wanted (2009) и Thankful (2003). Он стал девятым альбомом Кларксон в топ-10 в США.

## Список композиций
| №                   | Название                                 | Автор(ы)                              | Продюсер(ы)         | Длительность |
| ------------------- | ---------------------------------------- | ------------------------------------- | ------------------- | ------------ |
| 1.                  | «Skip This Part»                         | Келли Кларксон Jason Halbert          | Halbert             | 3:37         |
| 2.                  | «Mine»                                   | Кларксон Erick Serna Джесси Шаткин    | Serna Шаткин        | 3:11         |
| 3.                  | «High Road»                              | Rachel Orscher Justin Womble          | Jane Black Halbert  | 3:19         |
| 4.                  | «Me»                                     | Кларксон Taylor Rutherford Josh Ronen | Halbert Шаткин      | 3:35         |
| 5.                  | «Down to You»                            | Кларксон Shatkin Maureen McDonald     | Шаткин              | 3:09         |
| 6.                  | «Chemistry»                              | Кларксон Шаткин Serna                 | Шаткин Randy Runyon | 2:30         |
| 7.                  | «Favorite Kind of High»                  | Кларксон Шаткин Carly Rae Jepsen      | Шаткин              | 2:55         |
| 8.                  | «Magic»                                  | Кларксон Шаткин Runyon                | Шаткин              | 3:15         |
| 9.                  | «Lighthouse»                             | Кларксон Шаткин Aben Eubanks          | Шаткин              | 3:21         |
| 10.                 | «Rock Hudson»                            | Кларксон Шаткин                       | Шаткин              | 3:22         |
| 11.                 | «My Mistake»                             | Шаткин Alex Hope Sean Douglas         | Шаткин              | 3:16         |
| 12.                 | «Red Flag Collector»                     | Кларксон Halbert Jaco Caraco          | Halbert             | 2:58         |
| 13.                 | «I Hate Love» (при участии Steve Martin) | Кларксон Шаткин Nick Jonas            | Shatkin             | 3:33         |
| 14.                 | «That’s Right» (при участии Sheila E.)   | Кларксон Шаткин Serna                 | Shatkin Serna       | 2:39         |
| Общая длительность: | Общая длительность:                      | Общая длительность:                   | Общая длительность: | 44:40        |

| №                   | Название                                         | Автор(ы)                | Продюсер(ы)         | Длительность |
| ------------------- | ------------------------------------------------ | ----------------------- | ------------------- | ------------ |
| 15.                 | «I Won't Give Up»                                |                         |                     | 3:28         |
| 16.                 | «Did You Know»                                   |                         |                     | 3:09         |
| 17.                 | «You Don't Make Me Cry» (при участии Ривер Роуз) |                         |                     | 3:24         |
| 18.                 | «Goodbye»                                        |                         |                     | 3:17         |
| 19.                 | «Roses»                                          |                         |                     | 3:33         |
| 20.                 | «Mine» (Живое исполнение из Belasco)             | Кларксон Серна Шаткин   |                     | 3:22         |
| 21.                 | «Favorite Kind of High» (ремикс Дэвида Гетты)    | Кларксон Шаткин Джепсен | Шаткин              | 2:33         |
| 22.                 | «Mine» (Ремикс Ty Sunderland)                    | Clarkson Serna Shatkin  |                     | 4:01         |
| Общая длительность: | Общая длительность:                              | Общая длительность:     | Общая длительность: | 1:11:00      |

## Чарты
| Чарт (2023)                       | Высшая позиция |
| --------------------------------- | -------------- |
| Австралия (ARIA)                  | 31             |
| Канада (Canadian Albums Chart)    | 15             |
| Германия (Offizielle Top 100)     | 81             |
| Шотландия (Scottish Albums Chart) | 9              |
| Швейцария (Schweizer Hitparade)   | 36             |
| Великобритания (UK Albums Chart)  | 34             |
| США Billboard 200                 | 6              |

## История выпуска
| Регион | Дата             | Формат(ы)                              | Издание     | Лейбл    | Ист.          |
| ------ | ---------------- | -------------------------------------- | ----------- | -------- | ------------- |
| Мир    | 23 июня 2023     | CD цифровая дистрибуция стриминг винил | Стандартное | Atlantic | [ 37 ]        |
| Мир    | 22 сентября 2023 | CD цифровая дистрибуция стриминг       | Делюксовое  | Atlantic | [ 38 ] [ 39 ] |